# Flavio Ezio
Flavio Ezio o Aezio (in latino Flavius Aetius, pronuncia classica o restituta: [ˈflaːwɪ.ʊs aˈetɪ.ʊs]; Durosturum, 390 circa – Ravenna, 21 settembre 454) è stato un generale romano, più volte console e ministro sotto Valentiniano III.
Flavio Ezio è famoso per la sua vittoria su Attila presso i Campi Catalaunici, dove i Romani inflissero una pesante sconfitta all'esercito degli Unni. Edward Gibbon lo ha definito «l'uomo celebrato universalmente come terrore dei Barbari e baluardo della Repubblica di Roma».

## Biografia

### Famiglia
Ezio nacque a Durosturum (odierna Silistra, in Bulgaria), una cittadina della Mesia Inferiore, attorno al 390. Suo padre, Flavio Gaudenzio, fu uno stimato generale romano di origini scite o - da come è stato avanzato da altri sulla scorta del suo cognomen - gotiche, mentre sua madre, il cui nome non ci è stato tramandato, era una ricca nobildonna romana di origine italica.
Prima del 425 sposò la figlia dell'ex-comes domesticorum Carpilione, dalla quale ebbe un figlio cui diede il nome del nonno materno. Dopo il 432 sposò Pelagia, vedova del generale Bonifacio, da cui ebbe un figlio di nome Gaudenzio. Forse ebbe anche una figlia che sposò Traustila.

### Ascesa al comando militare supremo d'Occidente

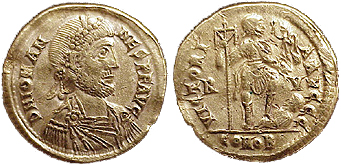
Moneta coniata da Giovanni Primicerio, usurpatore sostenuto da Ezio

Da ragazzo servì probabilmente alla corte imperiale, arruolato nell'unità militare dei tribuni praetoriani partis militaris. Dal 405 al 408 fu dato in ostaggio ad Alarico I, re dei Visigoti, dal quale imparò l'arte della guerra; Alarico chiese espressamente Ezio nuovamente in ostaggio nel 408, ma questa volta gli fu rifiutato. Poco dopo, però, fu inviato come ostaggio presso Rua, re degli Unni.
Nel 423 l'imperatore d'Occidente Onorio morì, e al suo posto l'uomo forte della corte occidentale, Castino, nominò imperatore Giovanni Primicerio; Ezio servì sotto Giovanni come cura palatii. Giovanni non fu però riconosciuto dall'imperatore d'Oriente Teodosio II, che inviò in Italia un esercito per porre sul trono suo cugino, il giovane Valentiniano III; Giovanni inviò allora Ezio presso gli Unni, allo scopo di chiedere il loro aiuto. Nel 425 Ezio tornò in Italia alla testa d'un forte contingente di Unni, ma Giovanni era stato già catturato, deposto e ucciso da Valentiniano e da sua madre Galla Placidia; non di meno Ezio attaccò con i propri Unni l'esercito romano comandato da Aspare. La presenza in Italia di un forte esercito barbarico spinse Galla Placidia a scendere a patti con Ezio, il quale strinse un accordo con il giovane imperatore e, in cambio di un comando militare, rimandò i propri uomini nelle loro terre.

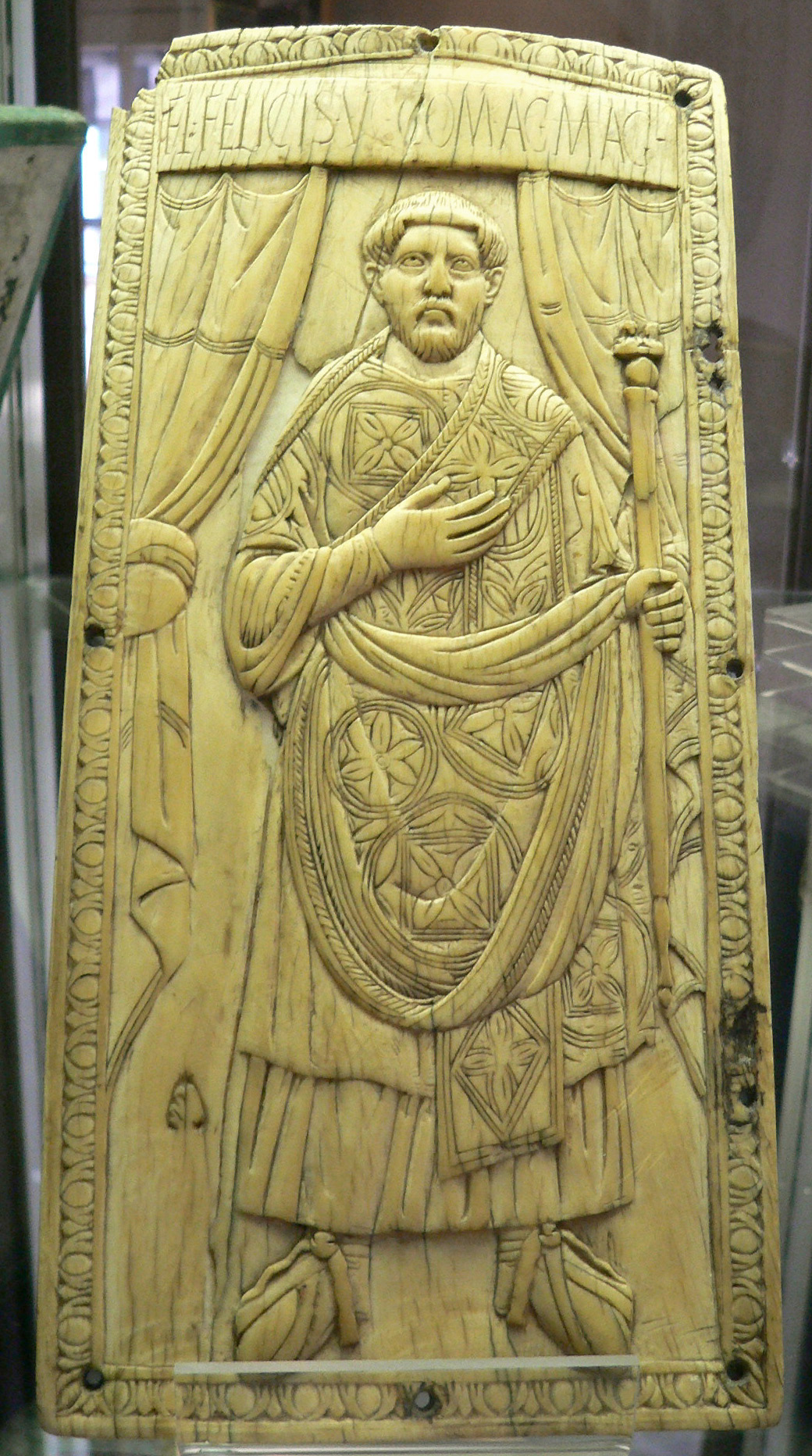
Pannello del dittico consolare di Felice (428), uno degli avversari di Ezio, che ne causò la morte nel 430

Gli anni che seguirono, caratterizzati dalla minore età dell'imperatore Valentiniano III (che aveva appena sei anni al momento dell'ascesa al trono imperiale), furono segnati dalle manovre di potere di tre personaggi forti: Ezio, Bonifacio e soprattutto Felice, oltre alla reggente Galla Placidia, che li schierò l'uno contro l'altro affinché nessuno ottenesse abbastanza potere da marginalizzare lei e l'imperatore.
Nel 425 Ezio si assicurò dunque la carica di comes et magister militum per Gallias, divenendo così il comandante supremo delle truppe stanziate in Gallia. La sua posizione era certamente inferiore a quella del patricius e magister militum Felice, ma la sua influenza sui contingenti ausiliari barbarici garantiva a Ezio una certa sicurezza e autonomia, facendone l'uomo più forte e influente in Gallia. Sempre nel 425, o nel 426, sconfisse i Visigoti che assediavano Arelate (Arles) e li costrinse a ritornare in Aquitania. Nel 428 sconfisse i Franchi, liberando del territorio da loro occupato lungo il Reno.
Nel 429 fu nominato magister militum; si trattava probabilmente del rango di magister militum praesentalis iunior dell'Impero d'Occidente; lo stesso grado, ma di rango senior, era tenuto all'epoca dal patricius Felice, il personaggio più potente della corte imperiale, sostenitore dell'augusta Galla Placidia. Nel maggio 430 Ezio accusò Felice di complottare contro di lui assieme alla moglie e li fece entrambi arrestare e uccidere. Morto Felice, Ezio divenne probabilmente il primo tra i magister militum, sebbene non ricevesse il rango di patricius. Sempre nel 430 sconfisse in Rezia gli Iutungi e distrusse un contingente visigoto nei pressi di Arelate, catturandone il capo, Anaolso. Nel 431 sconfisse i Norici e, tornato in Gallia, ricevette l'ambasciata di Idazio, vescovo di Aquae Flaviae, che si lamentava delle incursioni dei Suebi. Nel 432 sconfisse i Franchi, facendo pace con loro e rimandando Idazio in Spagna come ambasciatore presso i Suebi.
In questo ruolo non passò molto prima che entrasse in conflitto col potente Bonifacio, che era stato nominato Comes Africae da Placidia. Lo storico greco del VI secolo Procopio di Cesarea sostenne che Ezio avrebbe intrigato ai danni del comes Africae, spingendolo subdolamente alla rivolta: avrebbe insinuato di fronte alla reggente che Bonifacio avesse intenzione di usurpare la porpora e separare l'Africa dal resto dell'Impero; le suggerì inoltre di mettere alla prova il comes Africae richiamandolo a Roma; a dire di Ezio una eventuale disobbedienza di Bonifacio a tale ordine sarebbe stata la prova dei suoi piani di tradimento; prima che l'ordine di richiamo nell'Urbe pervenisse a Bonifacio, il Comes Africae avrebbe ricevuto, tuttavia, una lettera da Ezio con cui gli veniva sconsigliato il ritorno a Roma, insinuando che Placidia in realtà avesse intenzione di farlo uccidere; Bonifacio, credendo alla lettera di Ezio, rifiutò di tornare nell'Urbe e sarebbe per tale motivo che fu dichiarato nemico pubblico di Roma. La stessa versione dei fatti è riportata dal cronista greco del VII secolo Giovanni di Antiochia. Invece il cronista coevo latino Prospero Tirone, in questo caso probabilmente più attendibile, non cita alcun presunto coinvolgimento di Ezio nella rottura tra Placidia e Bonifacio, dovuta verosimilmente anche a divergenze di natura religiosa (Placidia era cristiana ortodossa, Bonifacio invece favoriva gli eretici donatisti), attribuendo questo ruolo al generale Felice, che in effetti all'epoca godeva di un potere e di un prestigio superiori a quelli di Ezio. Bonifacio fu nominato nemico pubblico di Roma (427), ma successivamente riottenne il favore di Galla Placidia (429). Secondo Procopio, la riappacificazione tra Placidia e Bonifacio sarebbe stata agevolata dalla scoperta dei presunti intrighi di Ezio.
La resa dei conti tra i due potenti generali avvenne nel 432, quando Bonifacio concentrò nelle proprie mani il magisterio militare e il patriziato, di fatto superando in prestigio Ezio che era console per quell'anno e al più Magister militum. Bonifacio sbarcò in Italia richiamato da Galla, portando con sé l'esercito più grande che potesse raccogliere; Ezio, che stava organizzando un esercito con l'aiuto del re unno Rua, ritornò dalla Gallia in Italia, di fatto ponendosi come fuorilegge. I due avversari si affrontarono in campo aperto nella battaglia presso Ravenna, che vide come vincitore Bonifacio, il quale, però, morì poco tempo dopo a causa delle ferite riportate nello scontro.
Ezio, sconfitto, riparò nei propri possedimenti di campagna, ma dopo essere stato bersaglio di un fallito attentato, fuggì prima a Roma e poi presso gli Unni, passando per la Dalmazia e la Pannonia. Col supporto militare dei suoi alleati, l'anno successivo Ezio tornò in Italia e costrinse Galla Placidia ad accettarne il ritorno al potere: fece esiliare fuori dall'Italia il genero e successore di Bonifacio, Sebastiano; sposò la vedova del suo nemico, Pelagia, e ne ottenne i possedimenti e i contingenti militari privati. Infine, fu nominato Comes et Magister militum, il massimo rango militare d'Occidente, e ottenne finalmente il rango di patricius, conferitogli il 5 settembre 435 a Ravenna.

### L'alleanza con gli Unni (433 – 439)
Negli anni che vanno dal 433 al 450 Ezio divenne la personalità più potente dell'Impero d'Occidente. Egli continuò a curare in special modo la difesa della frontiera delle Gallie ricorrendo alla diplomazia per raggiungere un compromesso con gli invasori degli altri fronti. Nel 435, con la pace di Trigezio, l'Africa fu spartita tra Vandali e Romani, con questi ultimi che per il momento conservavano Cartagine con Byzacena e Proconsolare. Con la partenza dei Vandali per l'Africa, in Spagna erano rimasti solo gli Svevi in Galizia. Sembra che l'intervento di Ezio in Spagna si fosse limitato a negoziazioni diplomatiche con gli Svevi in modo da raggiungere a un accomodamento tra invasori e abitanti della Galizia, nonostante le pressioni esercitate da alcuni ispano-romani, che avrebbero preferito un intervento militare. Ezio non intendeva però perdere soldati nella riconquista di una provincia poco prospera quale la Galizia e si limitò a ripristinare il dominio romano sul resto della Spagna, che ricominciò di nuovo a far affluire entrate fiscali nelle casse dello Stato a Ravenna. Il panegirico di Merobaude asserisce che in Spagna, dove prima «più niente era sotto controllo, [...] il guerriero vendicatore [Ezio] ha riaperto la strada un tempo prigioniera e ha cacciato il predatore [in realtà andatosene in Africa per propria iniziativa], riconquistando le vie di comunicazione interrotte; e la popolazione è potuta ritornare nelle città abbandonate».
Per difendere la Gallia continuò a fare affidamento sugli Unni, che già lo avevano aiutato nelle lotte per il potere nel 425 e nel 433: in cambio dell'alleanza militare, Ezio dovette però cedere loro la Pannonia e la Valeria intorno al 435. Secondo il panegirico di Merobaude, per merito di Ezio, «il Reno firmò dei patti che asservivano quel freddo mondo a Roma». Nel 436/437, inoltre, il generalissimo dell'Impero romano d'Occidente, sfruttando il supporto militare degli Unni, pose fine alle incursioni dei Burgundi nella Gallia Belgica, sottomettendoli: secondo le scarne cronache sopravvissute, i Burgundi di Gundecario subirono una prima sconfitta per opera di Ezio stesso nell'anno 436, venendo costretti a stringere una pace, mentre l'anno successivo furono attaccati e annientati dagli Unni. Nel frattempo l'Armorica si era nuovamente ribellata secedendo dall'Impero sotto la guida di gruppi autonomisti locali, etichettati dai Romani come "Bagaudi" ("briganti") e condotti da Tibattone. Nell'anno 437, tuttavia, un generale di Ezio, Litorio, riuscì a sopprimere la rivolta bagauda. Per i suoi successi Ezio resse il suo secondo consolato proprio in quell'anno.
Nel frattempo i Visigoti erano in piena rivolta, essendo intenzionati ad acquisire lo sbocco al Mediterraneo conquistando Narbona: nel corso del 436 la cinsero d'assedio, cercando di ottenere la resa della strategicamente importante città per fame. Deciso a porre fine alle incursioni dei Visigoti, Ezio inviò nel 437 il generale Litorio con ausiliari unni per liberare dall'assedio Narbona, riuscendo nell'impresa: secondo Prospero Tirone gli Unni portarono ciascuno un sacco di grano alla popolazione cittadina affamata. La campagna proseguì con un certo successo: nel 438 Ezio inflisse una pesante sconfitta ai Visigoti nella battaglia di Mons Colubrarius, celebrata dal poeta Merobaude. La scelta di Ezio di impiegare un popolo pagano come gli Unni contro i cristiani (seppur ariani) Visigoti trovò però l'opposizione di taluni, come il vescovo di Marsiglia Salviano, autore del De gubernatione dei (Il governo di Dio). Secondo Salviano i Romani, adoperando i pagani Unni contro i cristiani Visigoti, avrebbero perso la protezione di Dio, perché i Romani «avevano avuto la presunzione di riporre la loro speranza negli Unni, essi invece che in Dio». Si narra che nel 439 Litorio, arrivato ormai alle porte della capitale visigota Tolosa, che intendeva conquistare annientando completamente i Visigoti, permettesse agli Unni di compiere sacrifici alle loro divinità e di predire il futuro attraverso la scapulimanzia, suscitando lo sdegno e la condanna di scrittori cristiani come Prospero Tirone e Salviano. La battaglia che ne seguì, nei pressi della città, tra Romani e Unni contro i Visigoti vide però la vittoria di questi ultimi, che catturarono Litorio e lo giustiziarono. Secondo Salviano la sconfitta degli arroganti Romani, adoratori degli Unni, contro i pazienti goti, timorati di Dio, era una giusta punizione per Litorio, e confermava il passo del Nuovo Testamento, secondo cui «chiunque si esalta sarà umiliato, e chiunque si umilia sarà esaltato». La sconfitta e morte di Litorio obbligò Ezio a firmare una pace con i Visigoti riconfermante il trattato del 418, dopodiché tornò in Italia, per l'emergenza dei Vandali, che proprio in quell'anno avevano conquistato Cartagine.

### La fallita spedizione contro i Vandali (440 – 442)
La perdita di Cartagine provocò un deterioramento della situazione, spingendo Ezio a stringere una pace con i Visigoti, che confermò loro il possesso dell'Aquitania, per poter tornare in Italia per affrontare i Vandali. È probabile che fu dopo il suo ritorno in Italia che Senato e popolo di Roma eressero una statua in suo onore a Roma, per volere dell'imperatore, e forse anche i dona militaria; a questo periodo va probabilmente fatto risalire il panegirico composto da Merobaude in suo onore. Nel 440 tornò in Gallia. Qui entrò in contrasto con il prefetto del pretorio delle Gallie Albino, e il diacono Leone, il futuro papa Leone I, dovette intervenire a riappacificare i due avversari. Fu probabilmente Ezio a curare l'insediamento, avvenuto sempre nel 440, di alcuni Alani guidati da Sambida nei pressi di Valence, nella valle del Rodano.
L'invasione vandalica della Sicilia nel 440, tuttavia, spinse il comandante a ritornare in Italia. Nel giugno del 440 era atteso in Italia con un grande esercito da inviare contro i Vandali, come attesta una legge del 24 giugno, esprimente fiducia in una vittoria romana: «l'esercito dell'invincibilissimo imperatore Teodosio, nostro Padre, arriverà presto, e l'eccellentissimo patrizio Ezio sarà qui ad attenderlo con un grande esercito». L'Imperatore Teodosio II inviò una flotta di ben 1100 navi in Sicilia in vista di un attacco congiunto delle due metà dell'Impero contro i Vandali: ma la spedizione sfumò a causa di una massiccia invasione unna nei Balcani ad opera di Attila, che costrinse Teodosio II a richiamare la flotta. L'Impero fu così costretto a negoziare una pace con i Vandali nel 442, in cui riotteneva le Mauritanie e parte della Numidia, ma riconosceva ai Vandali il possesso di Proconsolare, Byzacena e del resto della Numidia. Il re vandalo Genserico inviò come ostaggio a Ravenna il figlio Unerico, che si fidanzò con la figlia dell'Imperatore, secondo i termini del trattato. Gli Unni, in precedenza alleati, ora venivano visti come una minaccia per l'Impero e per Ezio come conferma il panegirico di Merobaude del 443, che mette in bocca a Bellona, dea della guerra:
Io solleverò le nazioni che vivono nell'estremo nord, e lo straniero delle rive del Fasi nuoterà nel tremebondo Tevere. Mescolerò i popoli fra loro, infrangerò i trattati di pace siglati tra i regni e la nobile corte sarà gettata nel caos dalle mie tempeste...

[Rivolgendosi alla furia Enio] Spingi alla guerra le orde selvagge e lascia che il Tanais, che ruggisce nelle sue regioni incognite, porti fin qui le faretre della Scizia...»
(Merobaude, Panegyrici 2. 51-76.)
Le "orde selvagge" provenienti dalla Scizia, cioè gli Unni, avrebbero in realtà attaccato l'Impero romano d'Occidente solo otto anni dopo, nel 451, ma, invadendo l'Impero romano d'Oriente proprio in coincidenza con la spedizione congiunta contro Cartagine, avevano indirettamente favorito Genserico provocando il fallimento della spedizione e costringendo l'Impero romano d'Occidente a rinunciare alle più prospere province dell'Africa.

### Stanziamento di Foederati in Gallia (442-448)
Ezio probabilmente passò in Italia il 441, prima di tornare l'anno successivo in Gallia. Nel 442, infatti, decise di riportare l'ordine in Armorica, infestata dai ribelli, permettendo agli Alani di re Goar di insediarsi nella regione. Nel 443 Ezio stanziò come foederati i rimanenti Burgundi nella odierna Savoia a sud del Lago di Ginevra. Questi stanziamenti di foederati barbari, che avevano l'incarico di tenere a bada i ribelli e difendere le frontiere da altri barbari, generarono le proteste dei proprietari terrieri gallici, molti dei quali furono espropriati dei loro possedimenti da questi gruppi di foederati. Secondo Halsall, «a questo punto, sembra che la politica imperiale in Gallia prevedesse un ritiro della frontiera dalla [...] Loira alle... Alpi, con gruppi di federati insediati lungo quella frontiera affinché aiutassero a difenderla», mentre i resti dell'esercito romano in Gallia avrebbero tentato di restaurare l'effettiva autorità romana in Gallia Ulteriore (settentrionale).
Nel 446 Ezio resse per la terza volta il consolato, celebrato da un secondo panegirico di Merobaude; si trattava di un onore molto significativo, in quanto per secoli il terzo consolato era stato un onore riservato ai membri della famiglia imperiale, effettivi o futuri. In questo stesso anno ricevette l'ultima richiesta d'aiuto da parte dei Romani di Britannia, il cosiddetto Gemitus Britannorum, contro gli invasori Sassoni. Ezio era probabilmente in Gallia Settentrionale in quel periodo, e fu forse la vicinanza del generale alla Britannia a spingere i Britanni ad implorare il suo aiuto, ma il generale, impegnato a tenere a bada altre minacce, si limitò a inviare in loro soccorso il vescovo Germano d'Auxerre. Nel 447 o 448 sorsero nuovi problemi in Armorica, a causa dello stanziamento degli Alani. Vi fu una piccola battaglia vicino a Tours, seguita da un attacco dei Franchi di Clodione che penetrarono dirigendosi su Atrebates (Arras, in Belgica Secunda), ma furono gravemente sconfitti a Vicus Helena da Ezio stesso, con la collaborazione del proprio generale Maggioriano.
Nel frattempo in Spagna la situazione si deteriorò: il re svevo Rechila, tra il 439 e il 441, conquistò Lusitania, Betica e Cartaginense, riducendo la Spagna romana alla Tarraconense, infestata dai Bagaudi. I generali inviati da Ezio si limitarono a combattere i ribelli Bagaudi nella Tarraconense evitando lo scontro in campo aperto con gli Svevi. Secondo la cronaca di Idazio, tuttavia, nel 446 il generale romano Vito, con un esercito "non trascurabile" rinforzato da contingenti di Visigoti, si scontrò in campo aperto con gli Svevi di Rechila subendo una grave sconfitta. Non è da escludere, tuttavia, che Vito avesse attaccato gli Svevi non su ordini di Ezio ma della corte ravennate. La Tarraconense continuò ad essere infestata dai Bagaudi, che nel 449 nominarono come leader Basilio e si allearono con il nuovo re degli Svevi, Rechiaro, saccheggiando il territorio imperiale e massacrando in una chiesa a Tyriasso federati goti. In ogni caso, se Heather afferma che in seguito alle conquiste di Rechila i Romani conservarono il possesso precario della sola Tarraconense, altri autori sostengono che Ezio riuscì a ristabilire il controllo su gran parte delle province ispaniche.
Prima del 449 Ezio aveva negoziato lo stanziamento di parte degli Unni in Pannonia, lungo il corso del fiume Sava; i suoi buoni rapporti con gli Unni di questo periodo sono confermati dal fatto che inviò un segretario ad Attila. Nel 449 inviò al sovrano unno una ambasciata, guidata dal comes Romolo, allo scopo di placare la sua rabbia a seguito di un presunto caso di furto di un piatto d'oro; Attila gli donò un nano, di nome Zercone, che poi Ezio restituì al suo primo padrone Aspare.
Nel 450 morì il re dei Franchi, ed Ezio sostenne il suo figlio minore come successore. Il giovane si trovava a Roma come ambasciatore ed Ezio lo adottò, rimandandolo in patria carico di doni.

### La vittoria su Attila

Spostamenti dei due eserciti nella campagna di Gallia di Attila, 451.

Nel frattempo le relazioni tra Ezio e gli Unni si erano deteriorate. Secondo Giordane, ciò sarebbe dovuto ai contatti tra Attila e il re vandalo Genserico, il quale avrebbe istigato il re degli Unni a invadere la Gallia per aggredire i Visigoti, con i quali i Vandali erano in cattivi rapporti. Secondo Prisco di Panion, invece, il motivo del deterioramento dei rapporti andrebbe ricercato nelle lotte per la successione scoppiate nel regno dei Franchi in seguito alla morte del loro re: infatti uno dei pretendenti al trono richiese il sostegno militare di Ezio, mentre l'altro si rivolse ad Attila. Poiché Attila minacciava di invadere l'Italia, Ezio inviò presso gli Unni un'ambasceria condotta da suo figlio Carpilione e dal senatore Cassiodoro, i quali negoziarono un accordo secondo cui Attila rinunciò ai suoi propositi bellicosi in cambio della nomina a magister militum dell'Impero d'Occidente e del relativo stipendio.
Nel 451, Attila decise di invadere l'Impero d'Occidente, sfruttando come pretesto la richiesta di soccorso arrivatagli da Giusta Grata Onoria, la sorella di Valentiniano III, che era stata messa in punizione e detenuta in prigionia per una tresca clandestina con un uomo di basso rango. Attila aveva interpretato tale richiesta di aiuto come una proposta matrimoniale, e chiese la mano di Onoria e come dote metà dell'Impero d'Occidente, proposte spropositate che furono sdegnosamente respinte dalla corte ravennate. Secondo Giovanni antiocheno, il re unno intendeva tramare contro Ezio prima dell'inizio della campagna, «dal momento che riteneva di non poter raggiungere il suo obiettivo senza eliminarlo». Ciononostante, Ezio rimase al comando delle truppe romane. Attila rassicurò che avrebbe invaso la Gallia al solo fine di aggredire il regno visigoto chiedendo alla corte di Ravenna di non intromettersi nel conflitto rimanendo neutrale ma al contempo scrisse al re visigoto Teodorico I, nel vano tentativo di convincerlo ad abbandonare l'alleanza con Roma.
Alla testa di un vasto esercito formato da Unni, Ostrogoti e Burgundi, Attila varcò il confine del Reno assoggettando molte città. Per contrastarlo, Ezio intraprese una grande opera di diplomazia riuscendo, con l'aiuto di Avito, a coinvolgere i Visigoti di Teodorico I in un'alleanza contro i nemici comuni e attraendo gli Alani di Sangibano dalla sua parte, togliendo così un potenziale alleato ad Attila, e convincendo persino i Burgundi.
Quando gli Alani arrivarono in Gallia, pronti per combattere contro Attila, Ezio e il re visigoto Teodorico I mossero alla volta di Orléans, assediata da Attila, per riprenderne il controllo.
Attila allora abbandonò la città e si mosse verso l'aperta campagna dove, il 20 settembre 451 (o secondo altri il 20 giugno 451), assieme ai suoi alleati ingaggiò lo scontro con l'esercito guidato da Ezio nella battaglia dei Campi Catalaunici, vicino a Châlons-en-Champagne. Il risultato tattico dello scontro non fu decisivo, ma fu un grande trionfo strategico per Ezio e i Romani; Attila, infatti, fu costretto a ritirare le sue truppe oltre il Reno a causa dell'inverno, pur avendo ancora tutti i mezzi necessari per riprendere le ostilità l'anno successivo. Durante la battaglia, peraltro, trovò la morte Teodorico, il re dei Visigoti, ed Ezio suggerì al figlio Torismondo di affrettarsi a tornare nella capitale Tolosa per assicurarsi il trono. Grazie alla ritirata dei Visigoti gli Unni di Attila scamparono all'annientamento completo. Non è da escludere che Ezio intendesse evitare un eccessivo rafforzamento dei Visigoti in seguito alla sconfitta degli Unni, mirando piuttosto a un equilibrio tra le forze in gioco.

### Gli ultimi anni
Dopo la vittoria su Attila, l'alleanza promossa da Ezio si sfaldò. Sebbene riuscisse a contenere i Visigoti a meridione della Loira, Ezio non poté impedire loro di mettere sotto assedio Arelate (451-453).
Attila nel 452, con il pretesto di richiedere la mano di Onoria, invase l'Italia, saccheggiando numerose città e radendo al suolo Aquileia. La cronaca di Prospero Tirone, fonte notoriamente ostile nei confronti di Ezio, critica il generalissimo per aver trascurato le difese sulle Alpi Giulie:
(Prospero Tirone, s.a. 452.)
La storiografia moderna tende a ritenere ingenerose tali critiche, provenienti da una fonte ostile al generalissimo: in particolare i passi delle Alpi Giulie erano indifendibili, e la riluttanza di Ezio nell'affrontare gli Unni in uno scontro in campo aperto può essere spiegata in base alla sua inferiorità numerica, dato che, a differenza che in Gallia, non poteva contare sul fondamentale appoggio dei Visigoti. Valentiniano III si rifugiò a Roma, Ezio rimase invece con le sue poche truppe cercando di rallentare l'avanzata del re barbaro con la guerriglia facendo anche uso dei rinforzi inviatigli dall'imperatore d'Oriente, Marciano. Attila riuscì comunque a passare il Po, oltre il quale fu raggiunto da una delegazione composta dal prefetto Trigezio, dall'ex-console Gennadio Avieno e da papa Leone I. Dopo questo incontro Attila volse indietro il suo esercito senza aver richiesto per questo gesto né la mano di Onoria né i territori da lui precedentemente rivendicati. Del resto le truppe unne non solo avevano cominciato a patire la carenza di vettovaglie ma erano state appena decimate da una pestilenza, per cui si videro costretti a far ritorno nelle loro sedi, che nel frattempo erano state invase e devastate dalle armate di Marciano.
Nel 454 Ezio assunse il consolato per la quarta volta (consolato precedentemente attribuito al suo omonimo Flavio Ezio) e insistette con Valentiniano III per far fidanzare i loro figli, Gaudenzio e Placidia; dato che l'imperatore non aveva figli maschi, se il matrimonio si fosse realizzato, Gaudenzio sarebbe diventato il più probabile candidato alla successione al trono. Ma quello stesso anno, il 21 settembre, Ezio fu ucciso durante una discussione da Valentiniano III, a Ravenna, a seguito di intrighi ai quali non fu estraneo Petronio Massimo. Giovanni di Antiochia racconta che Petronio Massimo e l'eunuco di corte Eraclio, ambendo sostituirsi a Ezio nel controllo dello stato, avevano convinto Valentiniano III che il generalissimo d'Occidente intendesse tramare per ucciderlo; dunque, nel corso di una riunione con il sovrano nel palazzo imperiale, mentre Ezio stava esponendo la situazione finanziaria dello stato, Valentiniano cominciò ad accusarlo di avere intenzione di deporlo e di avergli impedito di impadronirsi del controllo dell'Impero d'Oriente in seguito alla morte di Teodosio II permettendo l'ascesa di Marciano, per poi, insieme all'eunuco Eraclio, assalirlo e ucciderlo. Con Ezio furono uccisi molti suoi seguaci, tra cui il prefetto del pretorio d'Italia Boezio. La sua morte fu vendicata l'anno successivo, quando due ex-guardie del corpo di Ezio, Optila e Traustila, assassinarono Valentiniano a Roma.

## Fonti e storiografia su Ezio
Un frammento della perduta opera storica di Renato Profuturo Frigerido riportato nella Historia Francorum di Gregorio di Tours fornisce la seguente descrizione elogiativa di Ezio:
(Gregorio di Tours, Historia Francorum, II, 8.)
Procopio di Cesarea lo definisce l'ultimo vero romano insieme al Comes Africae Bonifacio:
(Procopio di Cesarea, III, 3.14-15.)
Il cronista del VI secolo Marcellino Comes lo definì salvatore dello stato occidentale e terrore del re Attila, sostenendo che la sua uccisione fu la causa del crollo dell'Impero d'Occidente:
(Marcellino Comes, Chronicon, s.a. 455.)